# Zlopek
Zllapek en albanais et Zlopek en serbe latin (en serbe cyrillique : Злопек) est une localité du Kosovo située dans la commune/municipalité de Pejë/Peć et dans le district de Pejë/Peć. Selon le recensement kosovar de 2011, elle compte 483 habitants.

## Démographie

### Évolution historique de la population dans la localité
| 1948 | 1953 | 1961 | 1971 | 1981 | 1991 | 2011 |
| ---- | ---- | ---- | ---- | ---- | ---- | ---- |
| 259  | 327  | 334  | 450  | 680  | 643  | 483  |

|  |

### Répartition de la population par nationalités (2011)
En 2011, les Albanais représentaient 80,33 % de la population et les Bosniaques 17,39 %.